# Францисканські місії у Сьєрра-Ґорда
Францисканські місії у Сьєрра-Ґорда — п'ять францисканських місій в географічному регіоні Сьєрра-Ґорда у мексиканському штаті Керетаро, що були проголошені об'єктом Світової спадщини в 2003 році. Ці місії були засновані френцисканцем Хуніперо Серрою, що також заснував кілька місій в інших частинах Нової Іспанії, зокрема на теритирії сучасної Каліфорнії. П'ять місій наступні:
- Місія Сан-Міґель-Конка (San Miguel Concá) в муніципалітеті Арройо-Секо
- Місія Сантьяґо-де-Хальпан (Santiago de Jalpan) в муніципалітеті Хальпан-де-Серра
- Місія Сан-Франсіско-де-Асіс-дель-Вальє-дель-Тілако (San Francisco de Asís del Valle de Tilaco) в муніципалітеті Ланда-де-Матаморос
- Місія Санта-Марія-де-ла-Пурісіма-Консепсьйон-дель-Аґуа-де-Ланда (Santa María de la Purísima Concepción del Agua de Landa) в муніципалітеті Ланда-де-Матаморос
- Місія Нуестра-Сеньйора-де-ла-Лус-де-Танкойоль (Nuestra Señora de la Luz de Tancoyol) в муніципалітеті Хальпан-де-Серра

Вони з'явились на останньому етапі навернення до християнства внутрішніх районів Мексики в середині XVIII ст. і стали важливим відправним пунктом для продовження цього процесу в Каліфорнії, Аризоні й Техасі. Багато прикрашені фасади церков становлять особливий інтерес, являючи собою приклад спільних творчих зусиль місіонерів і індіанців. Сільські поселення, що виросли навколо місій, зберегли свій традиційний народний характер.

## Критерії внесення до списку
Комісія експертів ICOMOS відвідала ці місця в серпні 2002 та проконсультувавшись з релігійними діячами та істориками стосовно цінностей цього об'єкта, внесла його у Список наступного року за такими критеріями: (іі) — На гірських схилах Горде починаючи з 18 ст. з'являються перші францисканські монахи, що ставили собі на меті навернення у християнство кочове населення гірського регіону. Ці події представлені в багатій іконографії церкви. Завдяки зусиллям Хуніперо Серра ці місії стають основою пропагандистської діяльності від Мексики до Каліфорнії, Техасу та Аризони, утворюючи тим самим нову культурну систему, відображену у назвах міст (Сан-Франціско, Санта-Клара).
(ііі) — Цей критерій пов'язаний з попереднім, оскільки місії в Сьєрра-Горда є свідками євангелізації, що проводили францисканці на більшій частині Північної Америки. Це культурне зіткнення сприяло встановленню гармонічних відносин з народними поселеннями, що з'являлись навколо місій, а також впровадженню францисканських символів у місцевих церквах. Місії засновувались обов'язково біля стародавніх церемоніальних центрів та малих доколонізаційних поселень, з метою витіснення язичницьких богів.